# Prospect Park
 (juin 2024).
Si vous disposez d'ouvrages ou d'articles de référence ou si vous connaissez des sites web de qualité traitant du thème abordé ici, merci de compléter l'article en donnant les références utiles à sa vérifiabilité et en les liant à la section « Notes et références ».
Ne doit pas être confondu avec Prospect Park (New Jersey).
Prospect Park est un parc public de New York aux États-Unis situé dans l'arrondissement de Brooklyn. Avec une superficie de 2,1 km2, c'est l'un des plus grands parcs de la ville. Le parc est situé entre les quartiers de Park Slope, Prospect Heights, Prospect Lefferts Gardens, Flatbush et Windsor Terrace, et est adjacent au Brooklyn Museum, au Grand Army Plaza et au Brooklyn Botanic Garden. 
Prospect Park ne doit pas être confondu avec l'autre Prospect Park qui lui est situé dans le New Jersey. 

## Histoire

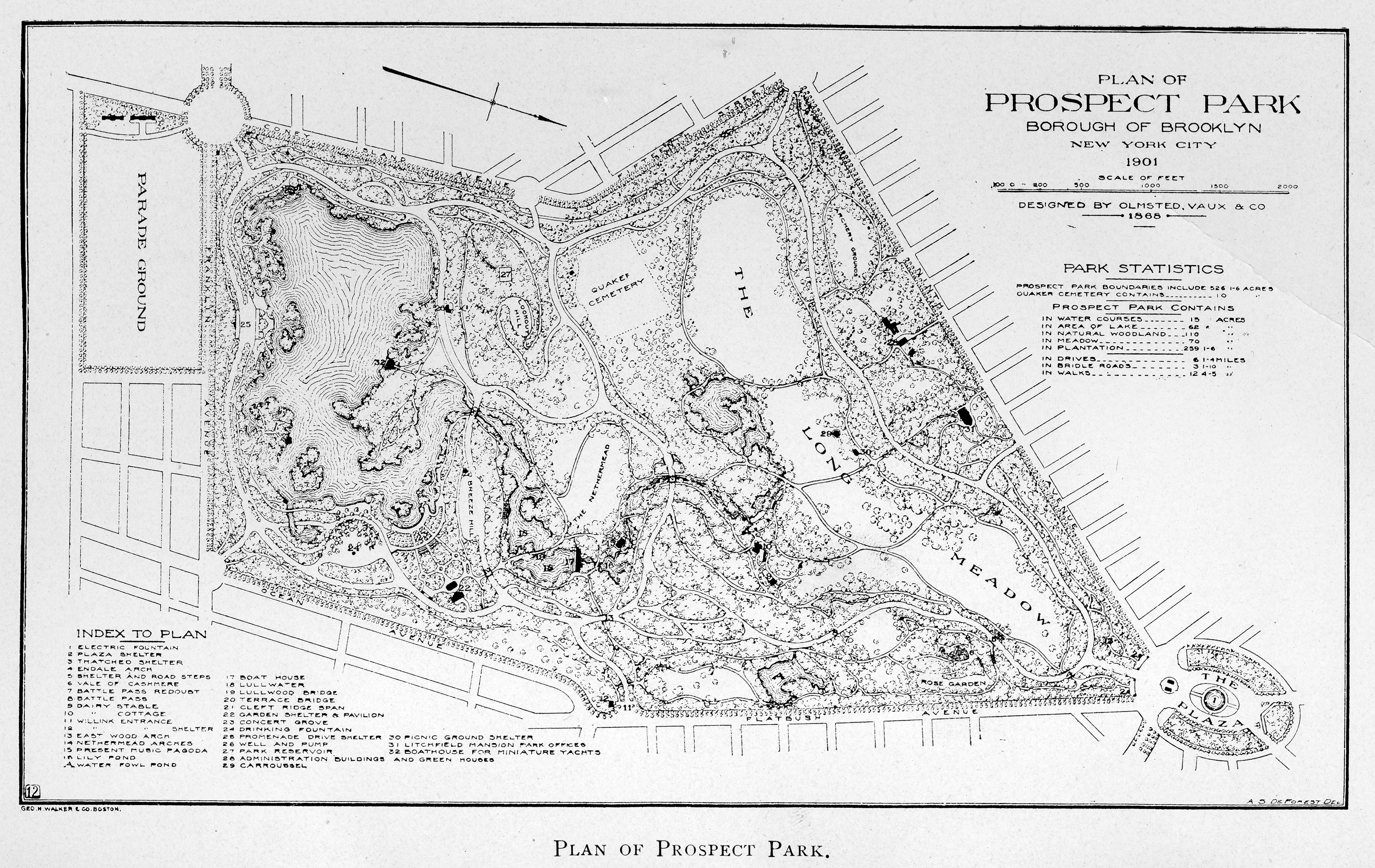
Plan de 1901 de Prospect Park.

Le parc a été créé par les architectes-paysagistes Frederick Law Olmsted et Calvert Vaux. La création du parc leur fut confiée à la fin des années 1850, alors que Brooklyn était une ville indépendante, et après qu'ils prirent leur distance avec le chantier de Central Park. Les deux architectes avaient d'ailleurs une préférence pour Prospect Park par rapport à Central Park[réf. nécessaire]. Il fut ouvert en 1867.

## Attractions
- Long Meadow, la plus grande prairie du parc, qui avec ses 35 ha, en fait le plus long espace vert urbain des États-Unis.
- Friends' Cemetery : cimetière Quaker, créé en 1846.
- Lookout Hill, colline où pendant la guerre d'indépendance, les soldats britanniques enterrèrent les soldats américains.
- Le kiosque à musique Groove aux influences japonaises
- L'orme de Camperdown, planté en 1872, qui inspira la poétesse Marianne Moore
- Le Carrousel, créé dans les années 1910 à Coney Island par Charles Carmel et qui fut transporté dans Prospect Park en 1952.
- Le zoo de Prospect Park, ouvert le 5 octobre 1993
- Le plus grand lac de Brooklyn (240 000 m2)
- Le Peristyle
- L'Audubon Center, ouvert le 26 avril 2002. Le bâtiment vieux de 97 ans a été rénové entièrement pour servir de bâtiment d'accueil des visiteurs.
- Patinoire De Wollman, ouverte en 1961, baptisée du nom de Kate Wollman (la famille avait fait un don de 600 000 $ pour la construction de la patinoire de Central Park)
- Le parc dispose également d’installations sportives, notamment le centre de tennis de Prospect Park, des terrains de basket-ball, des terrains de baseball, des terrains de football et le club de pétanque de New York sur le terrain de parade.

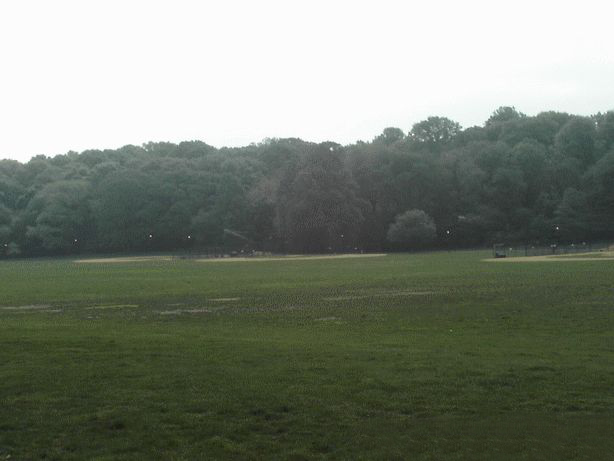
La pelouse.
Le lac.
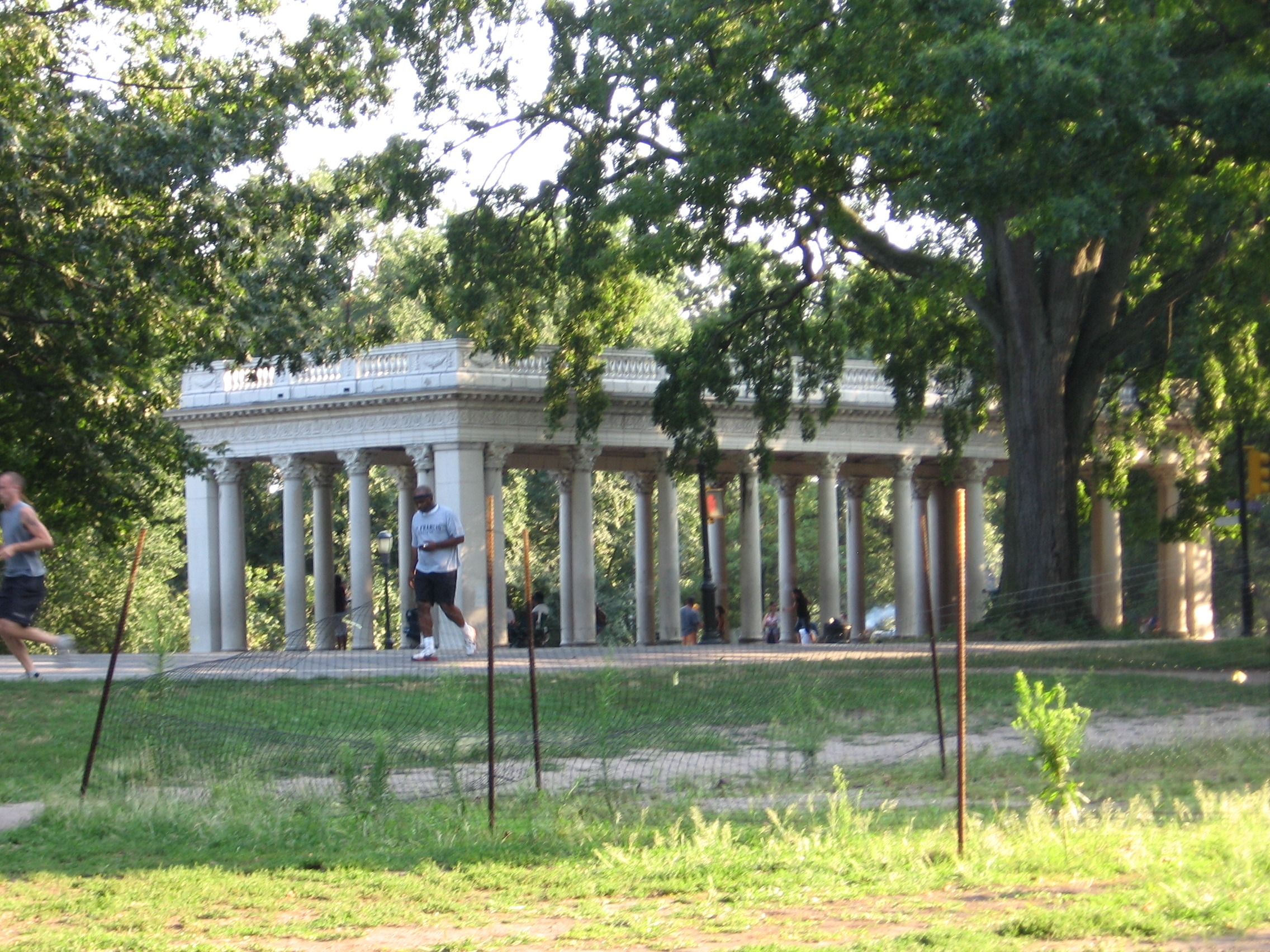
Le Peristyle.
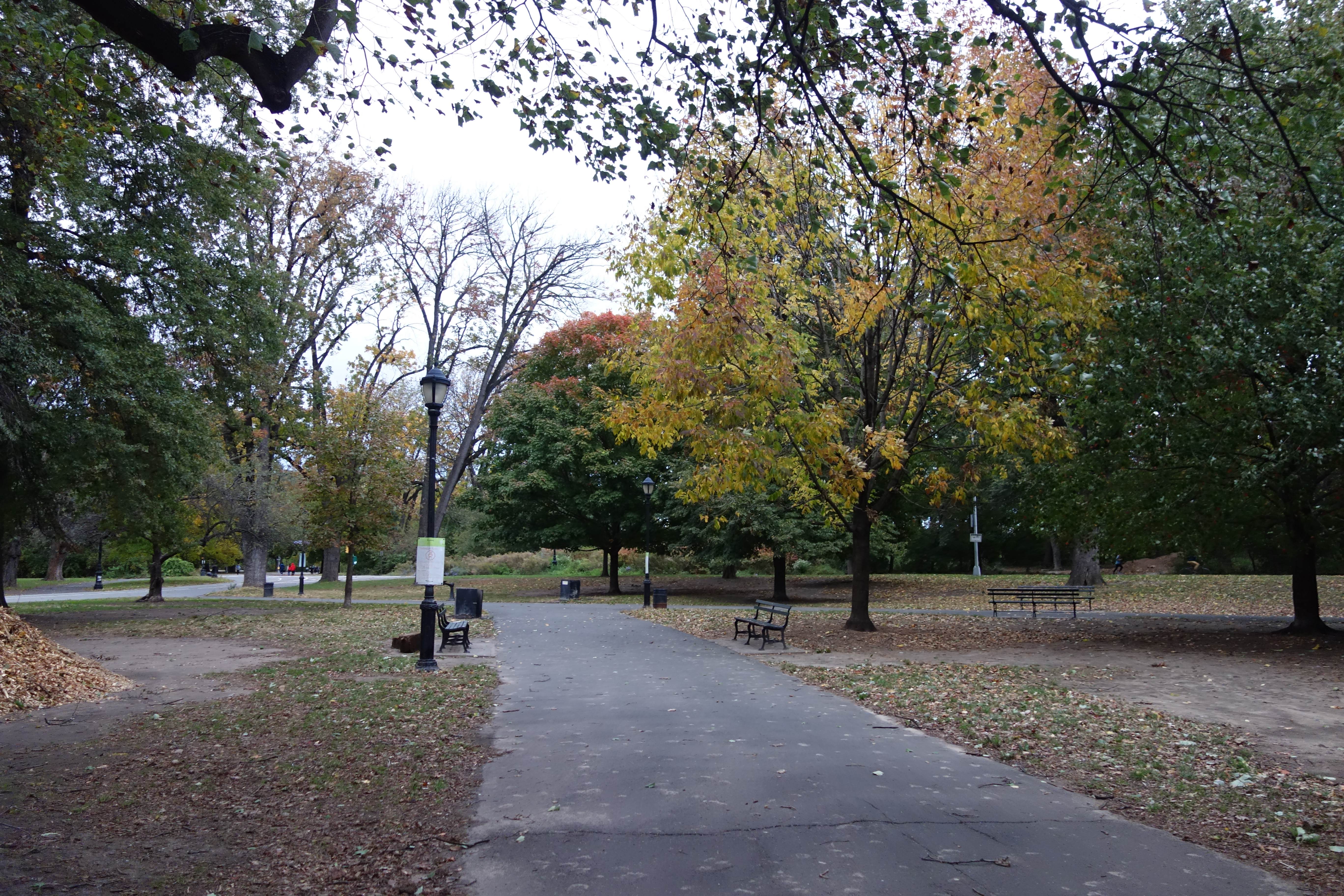
Park Circle.
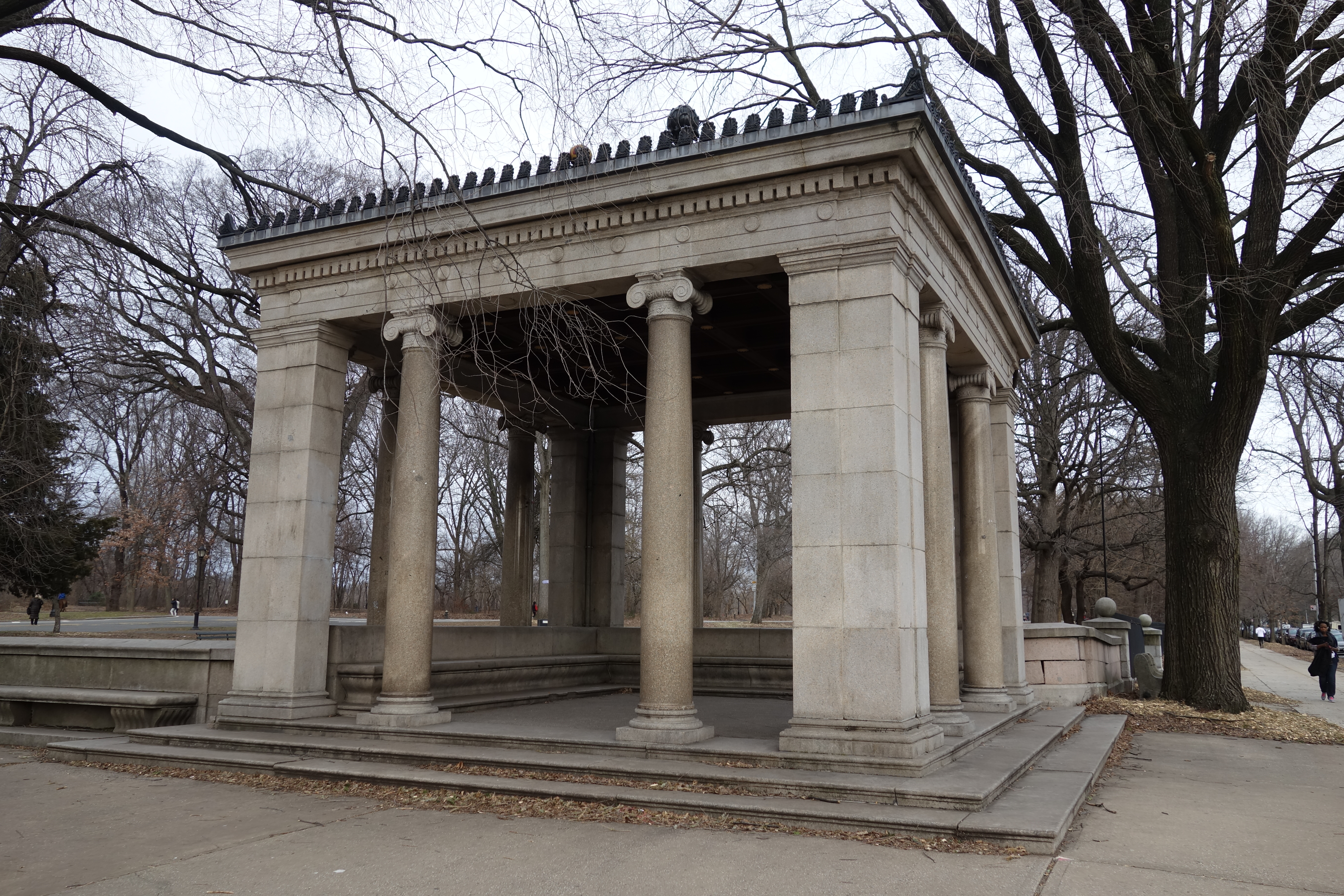
Pavillon
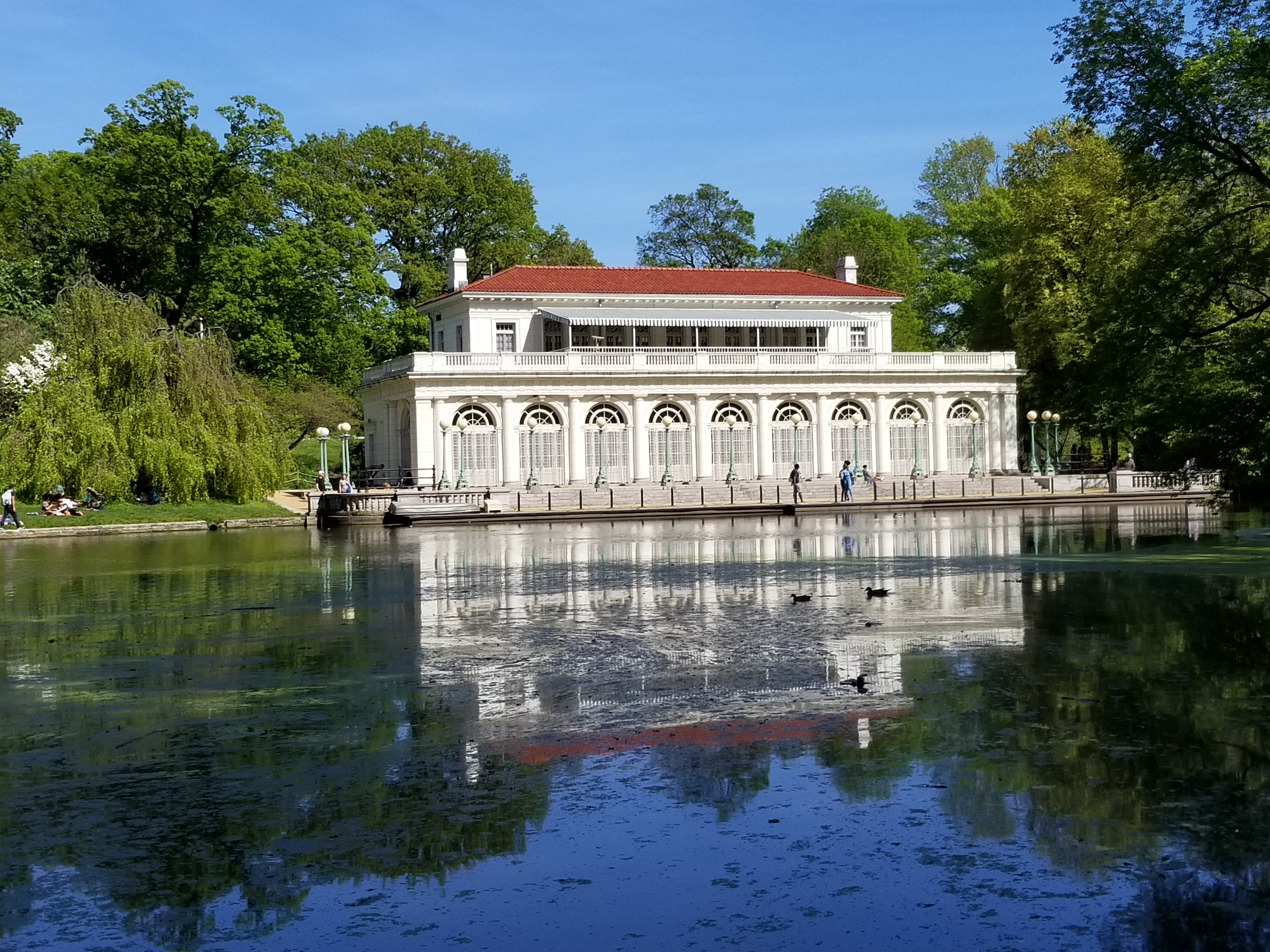
Boathouse.
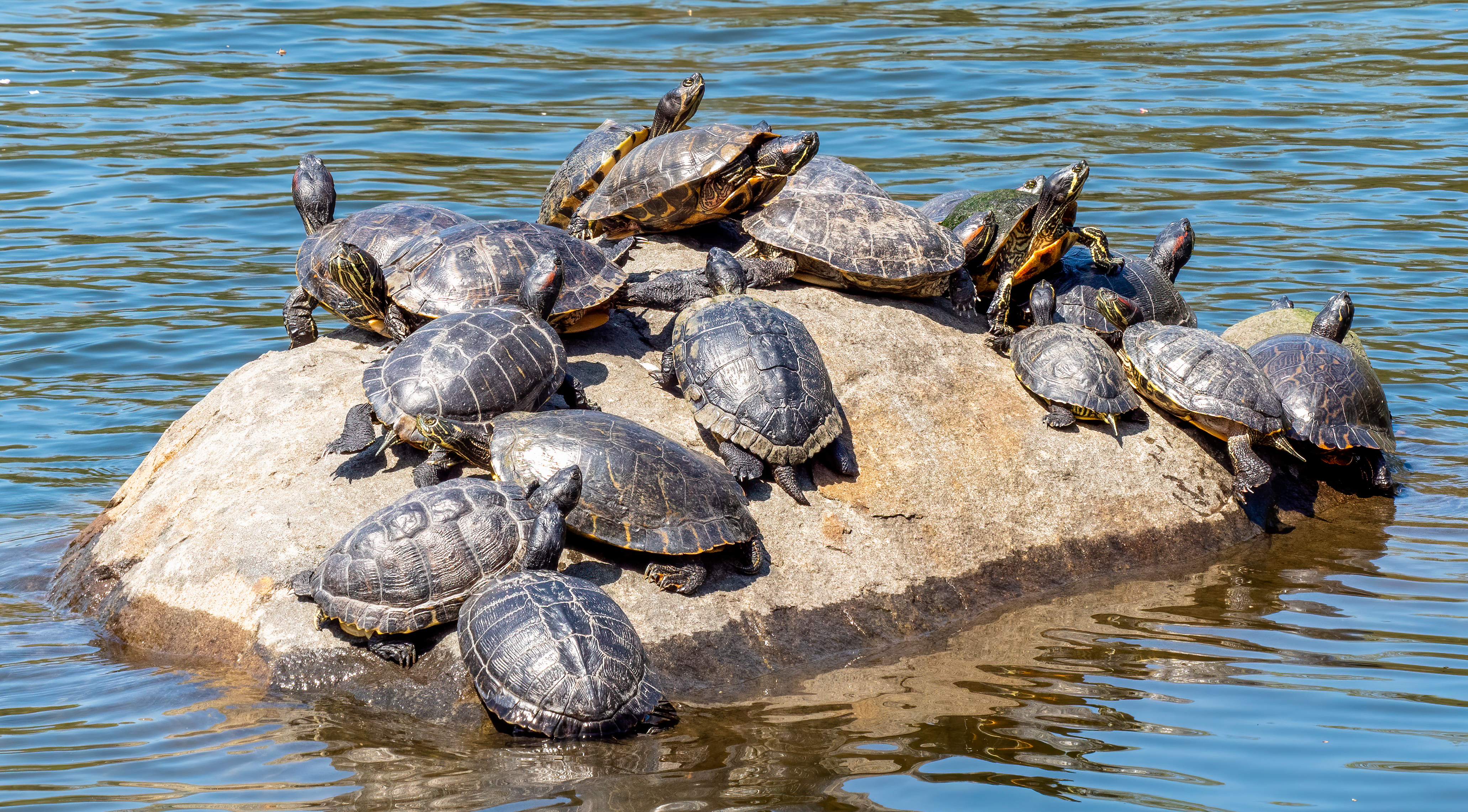
Tortues sur le lac de Prospect Park. Il y a des tortues de Floride, des Trachemys scripta, des Trachemys scripta scripta et des Pseudemys concinna.

## Aux abords de Prospect Park
- Grand Army Plaza, l'entrée nord du Park
- Le cimetière de Green-Wood
- Le Jardin botanique de Brooklyn
- La bibliothèque publique de Brooklyn
- Park Slope, Windsor Terrace, Kensington, et autres quartiers de Brooklyn